# Thomas Robinson, II barón Grantham
Thomas Robinson (Viena, 30 de noviembre de 1738 - Londres, 20 de julio de 1786), II barón Grantham, fue un noble y político británico, secretario de Estado entre 1782 y 1783 y padre del que fuera primer ministro Frederick John Robinson. 

## Primeros años
Grantham nació en Viena, hijo de Thomas Robinson, I barón Grantham, embajador británico en Austria, y de Frances Worsley. A su vuelta a Inglaterra, fue educado en Westminster School y después en el Christ's College de la Universidad de Cambridge.

## Carrera política
Miembro del partido liberal, fue elegido al parlamento por la circunscripción de Christchurch en 1761, hasta que en 1770 hubo de pasar a la cámara de los Lores por haber sucedido en el título de barón Grantham tras la muerte de su padre. Ese mismo año fue nombrado miembro del Consejo Privado. En 1771, se le envió de embajador en España, puesto que retuvo hasta el estallido de la guerra entre ambos países en 1779, por el apoyo español a los rebeldes norteamericanos en la guerra de Independencia. Durante su embajada, Grantham trabó amistad con el ministro Ricardo Wall y mantuvieron una interesante correspondencia que ha llegado hasta nuestros días. De nuevo en Inglaterra, fue presidente de la Junta de Comercio entre 1780 y 1782, y finalmente secretario de Estado desde julio de 1782 hasta abril de 1783, en el gabinete de lord Shelburne.

## Familia
Lord Grantham se casó en 1780 con lady Mary Yorke, hija de Philip Yorke, II conde de Hardwicke, y de Jemina Campbell, II marquesa de Grey. Tuvieron dos hijos, Thomas, que sucedió a su padre y fue más tarde II conde de Grey, y Frederick John, que alcanzaría a ser primer ministro en 1827 y 1828, y sería creado vizconde Goderich y después conde de Ripon. Grantham murió con tan sólo 46 años de edad el 20 de julio de 1786, y su esposa lady Grantham le sobrevivió hasta 1830.